# ایمری زیو
ایمری زیو (عبری: אימרי זיו‎؛ زادهٔ ۱۲ سپتامبر ۱۹۹۱) خواننده و صداپیشه اهل اسرائیل است. وی از سال ۲۰۰۹ میلادی تاکنون مشغول فعالیت بوده‌است. احساس زنده بودن می‌کنم ترانه وی است که نماینده اسرائیل در یوروویژن ۲۰۱۷ بود.